# Parque estadual de Jedediah Smith Redwoods
O parque estadual de Jedediah Smith Redwoods é um parque estadual localizado no condado de Del Norte, Califórnia, Estados Unidos, que preserva sequoias primárias ao longo do rio Smith. Está localizado ao longo da U.S. Route 199, a aproximadamente 14 km (8,70 mi) a leste de Crescent City. O parque recebeu o nome do explorador Jedediah Smith e é um dos quatro parques (juntamente com o Del Norte Coast Redwoods e o Prairie Creek Redwoods) administrados cooperativamente como parte do Parque Nacional de Redwood. O parque de 4 220 ha (42,2 km²) foi criado em 1939 e designado parte da Reserva Internacional da Biosfera da Costa da Califórnia em 1983.